# 昭子内親王
昭子内親王（あきこないしんのう、寛永6年8月27日（1629年10月13日） - 延宝3年閏4月26日（1675年6月19日））は江戸時代の皇族。顕子内親王と書かれることもあるが、後年、同母姉女二宮の名を昭子内親王と誤って記載（実名は未詳）されたための誤記とされる。

## 経歴
後水尾天皇の第四皇女。母は東福門院。幼名を女三宮という。
寛永14年（1637年）12月8日、内親王宣下を受け、名を昭子内親王とされた。
生涯独身で、寺院への入室もなく、主に女院御所内の御殿において両親のそばで生活した。寛永年間に内親王のために岩倉に山荘が築かれ、岩倉御所と称された。出家はしなかったが、仏道へ傾倒するところもあったらしく、異母姉の文智女王とも親しく交流していたようである。
延宝3年（1675年）、両親に先立ち死去。享年47。戒名は妙荘厳院。墓所は光雲寺。

## 一族
- 父母：後水尾天皇、東福門院和子
- 兄弟
  - 同母兄弟
    - 明正天皇、女二宮、高仁親王、若宮、賀子内親王、菊宮

  - 異母兄弟
    - 後光明天皇、守澄法親王、元昌女王、宗澄女王、桂宮、賀茂宮、文智女王、理昌女王、光子内親王、後西天皇、性真法親王、摩佐宮、理忠女王、穏仁親王、道寛法親王、尭恕法親王、常子内親王、眞敬法親王、尊證法親王、霊元天皇、永享女王、尊光入道親王、盛胤法親王、文察女王、新宮、性承法親王